# Alicia Mabel Ciciliani
Alicia Mabel Ciciliani (n.San José de la Esquina, Santa Fe, Argentina - 9 de febrero de 1956) es una contadora pública y política argentina, electa diputada nacional por la provincia de Santa Fe para los períodos 2009-2013 y 2013-2017. Fue Ministra de Producción de dicha Provincia desde 2017 hasta 2019.

## Biografía
Nacida en la localidad santafesina de San José de la Esquina, departamento Caseros, Alicia Ciciliani, actualmente diputada nacional por el Partido Socialista en el Frente Amplio Progresista, llegó a Rosario en 1975 para estudiar en la Facultad de Ciencias Económicas, donde rápidamente se sumó al Movimiento Nacional Reformista y al Partido Socialista Popular, de la mano de Guillermo Estévez Boero. 
Luego de graduarse como Contadora Pública Nacional, realizó varios cursos de posgrado en gestión de políticas públicas y formación profesional. Entre 1995 y 2001, se desempeñó como Directora del Servicio Municipal de Empleo de la Municipalidad de Rosario y como consultora de la Organización Internacional del Trabajo (OIT) y del Programa Rosario- Hábitat de la Municipalidad de Rosario.
Desde 2003 integra la Comisión Directiva del Centro de Estudios Municipales y Provinciales (CEMUPRO), que se encargó de confeccionar los programas de gobierno del Frente Progresista, Cívico y Social en Santa Fe. Hoy ocupa la Secretaría General. Fue secretaria administrativa del Bloque de Diputados del Partido Socialista de la Cámara de Diputados de la Nación (2005-2007) y luego se desempeñó como secretaria de Trabajo y Seguridad Social del Ministerio de Trabajo y Seguridad Social de la Provincia de Santa Fe (2007-2009). Actualmente se desempeña como Vicepresidente 3° de la Cámara de Diputados de la Nación. Desde mayo de 2012 es Secretaria de Organización del Partido Socialista.

## Comisiones de Trabajo en la Cámara de Diputados
Como diputada nacional del Partido Socialista, integra las siguientes comisiones de trabajo de la Cámara Baja:
- Legislación del Trabajo (Vocal),

- Presupuesto y Hacienda, Finanzas, Economía, Comercio,

- Industria,

- Previsión y Seguridad Social, y Mercosur (Vocal).

También participa del Grupo Parlamentario de Amistad con la República Popular China. Este año participó de la 99° Conferencia Anual de la OIT, como integrante de la delegación argentina.

## Trayectoria
El desarrollo de Ciciliani en la gestión pública tuvo sus inicios al ser designada como Directora del Servicio Municipal de Empleo de la Municipalidad de Rosario, desde el cual promovió políticas de intermediación laboral y formación técnica para jóvenes y adultos. 
Debido a su gestión al frente del Servicio Municipal de Empleo de la Municipalidad de Rosario, y tras el triunfo de Hermes Binner en las elecciones provinciales santafesinas de 2007, fue designada para dirigir la Subsecretaria de Coordinación para el Trabajo Decente.
Durante su gestión al frente de la misma viabilizó el desarrollo de un cuerpo de Inspectores destinado a combatir la inseguridad laboral. Asimismo, promovió la aplicación efectiva de los Comités Mixtos de Seguridad e Higiene, creados a instancias de la Ley Provincial Nº12.913 del Gobierno Socialista de Hermes Binner, y destinados a promover la protección de la salud y la vida de los trabajadores. Desde la misma Secretaría de Coordinación de Trabajo Decente dio inicio al Programa Oportunidad, destinado a que los jóvenes en situaciones de vulnerabilidad lograsen terminar sus estudios, brindándoles, a la vez, capacitación laboral y pasantías en empresas. El Plan completaba su desarrollo con el apoyo a las microempresas y la promoción de la economía solidaria.
Debido a la herencia recibida, Alicia Ciciliani debió admitir, a comienzos de su gestión, la existencia de numerosos accidentes laborales. 

“Tenemos la mayor cantidad de muertos del país en la provincia de Santa Fe. En este primer semestre superamos la media nacional con 63 trabajadores fallecidos, sobre todo en la construcción y en la industria metalúrgica."

Su respuesta a la problemática consistió en visitar las empresas y analizar los problemas de prevención de accidentes en el trabajo, así como fortalecer los mecanismos de acción de la Oficina de Coordinación.[cita requerida]
Durante el mismo año debió mediar entre la empresa automotriz General Motors y el sindicato SMATA por la desafectación de 438 trabajadores de la empresa de la fábrica de Alvear. El conflicto con SMATA se ocasionó a causa de que la solución que les brindaban era el no despido sino suspensión de los trabajadores.
En noviembre de 2010 tuvo un duro cruce con la Sociedad Rural de Rosario quienes la acusaban de no haber querido dar quorum y haberse negado a tratar el tema de las retenciones a las exportaciones agropecuarias en la Comisión de Agricultura de la Cámara Baja. Por su parte la diputada Ciciliani expresó en una carta pública el rechazo de tales acusaciones.
Por su parte, uno de los últimos proyectos de Alicia Ciciliani fue el proyecto presentado de interrupción voluntaria del embarazo libre de penas y con la posibilidad de realizarlo en el sistema de salud público.

“este es un proyecto que volvemos a presentar porque cada dos años pierde estado parlamentario. Es el mismo proyecto de siempre que tiene por objetivo despenalizar el aborto. Este proyecto no solo contempla los casos que ya son legales sino que los despenaliza en general para que las mujeres puedan decidir por sí misma sobre su propio cuerpo”.

Fundamentó su postura sosteniendo que el aborto es la primera causa de muerte en las mujeres jóvenes y pobres.
En el marco de su acción legislativa ha presentado numerosos proyectos a la Cámara de Diputados de la Nación, entre los que se destacan la Creación del Instituto Nacional de Promoción de Salud y Calidad de Vida, la devolución IVA a beneficiarios de la Asignación Universal por Hijo, y un sistema de penalización por adulteración de medicamentos, aguas potables y alimentos.[cita requerida]